# Aspasia (botânica)

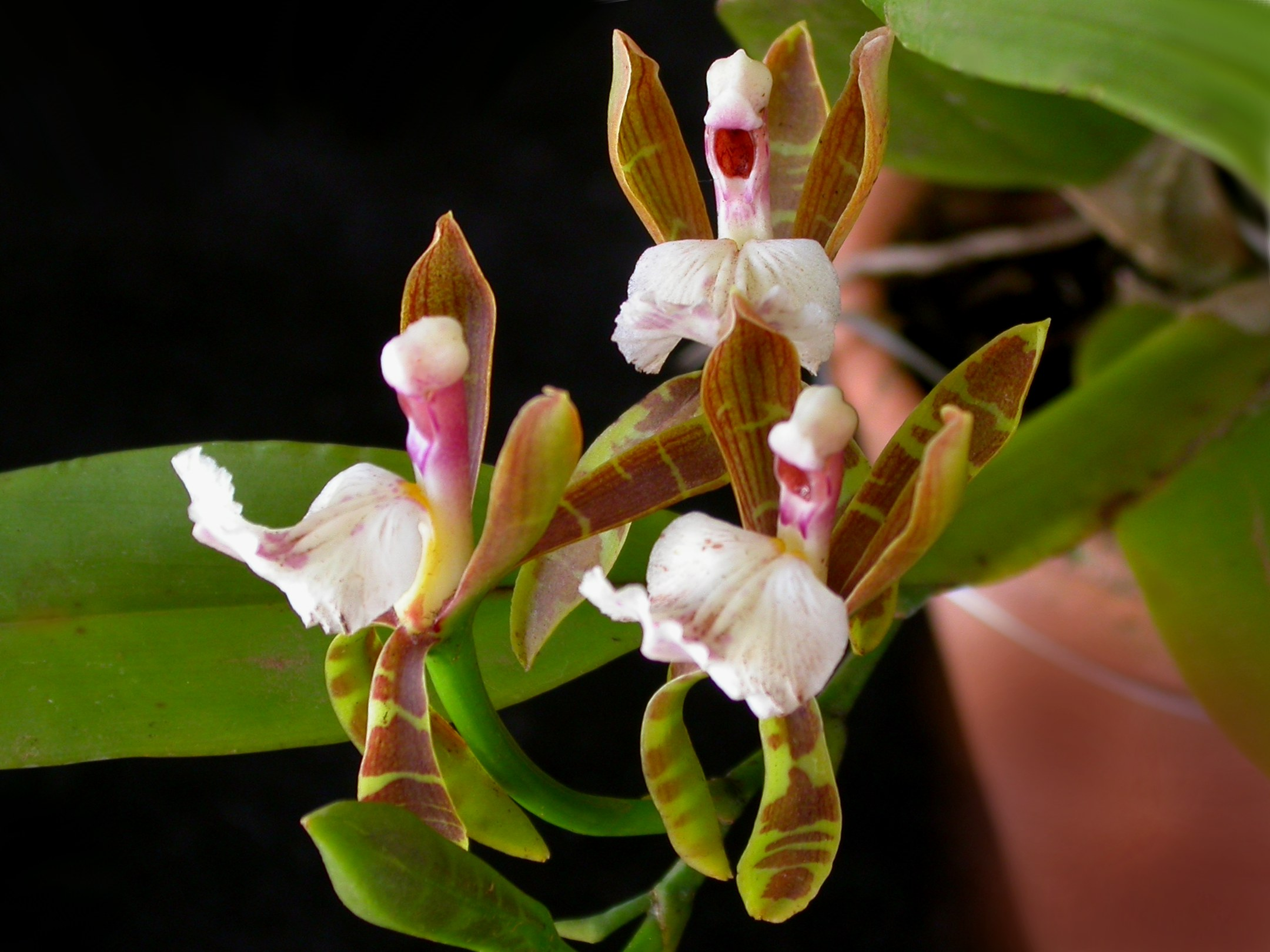
Aspasia epidendroides

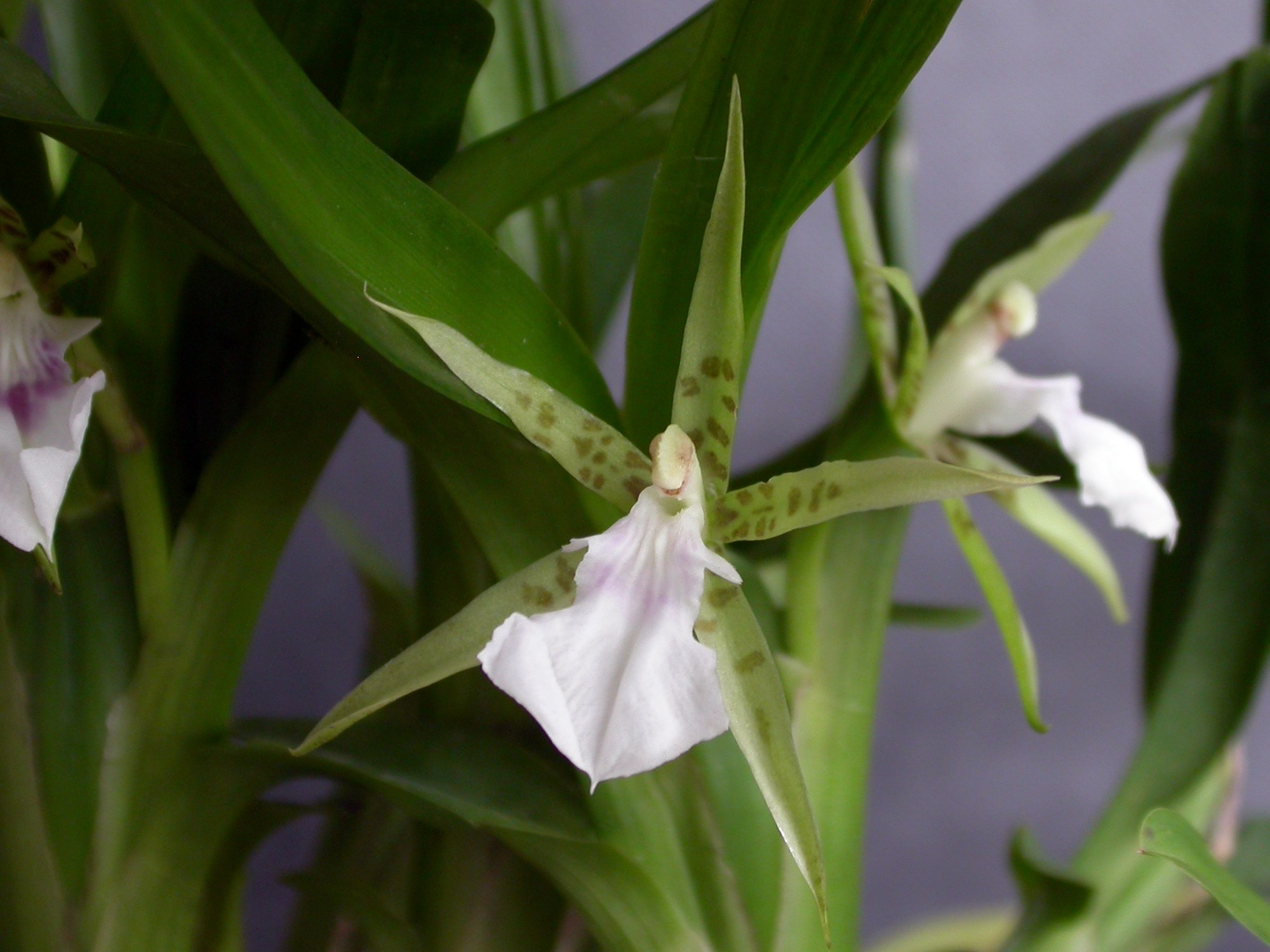
Aspasia lunata

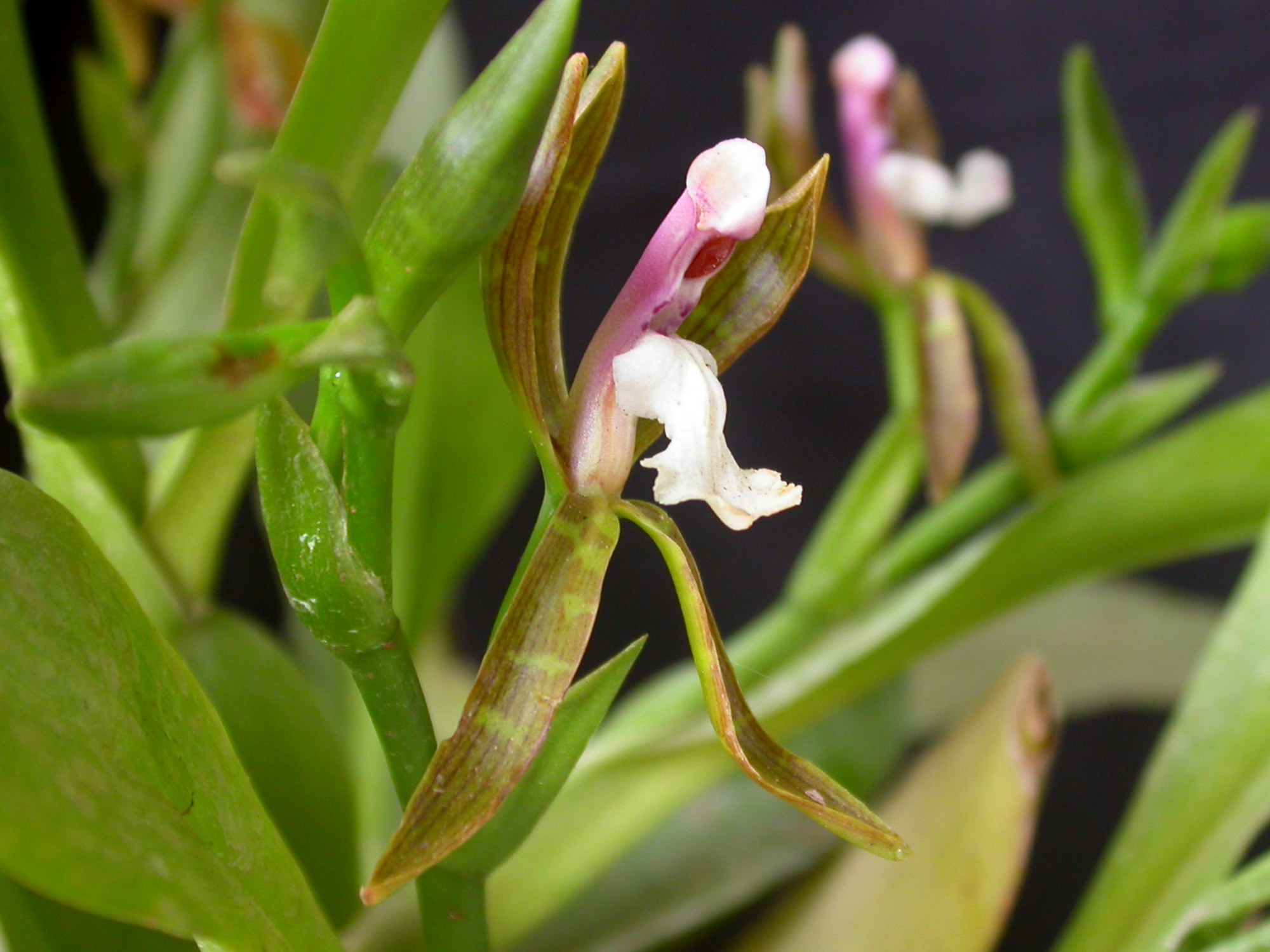
Aspasia psittacina

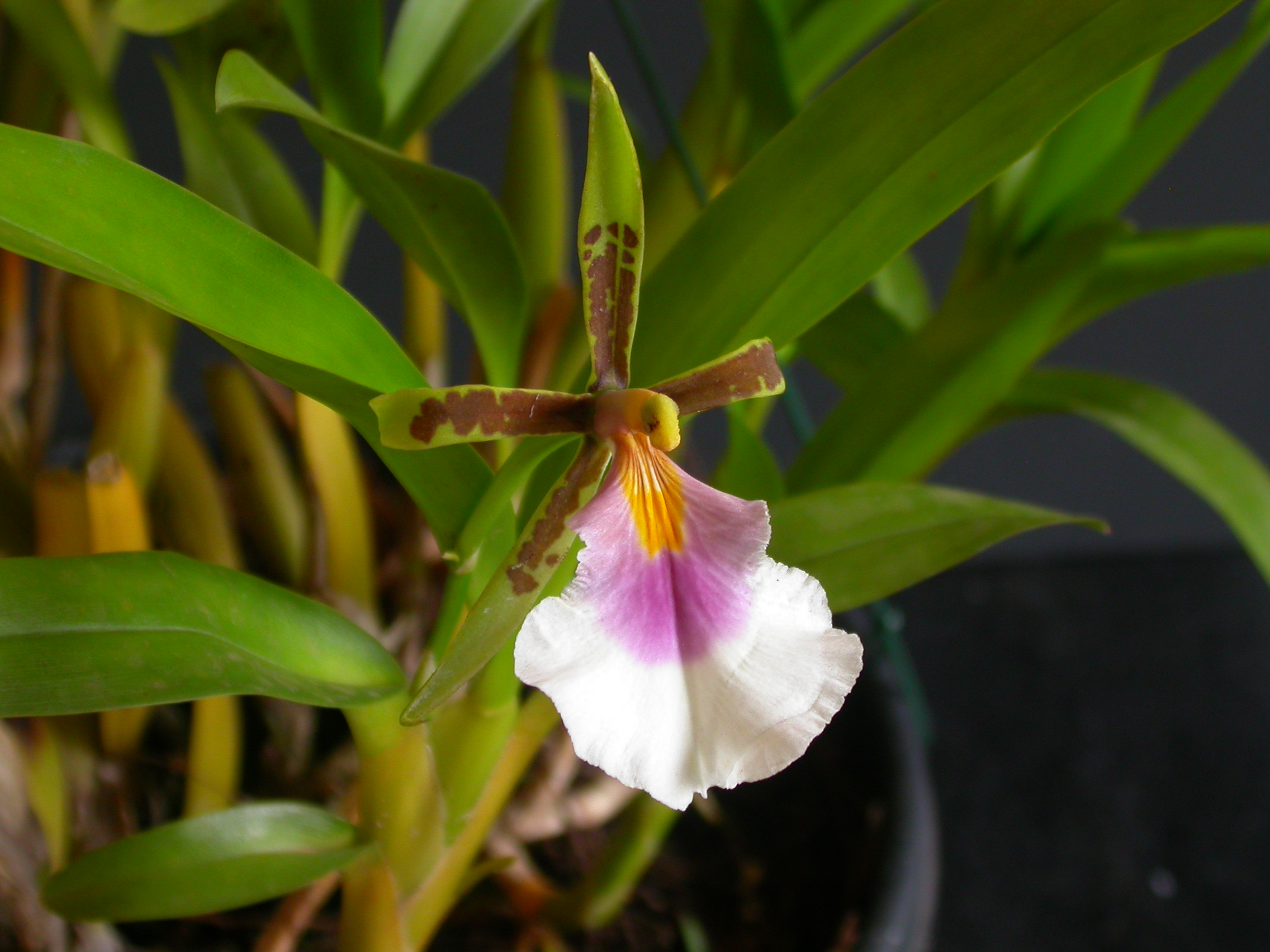
Aspasia silvana

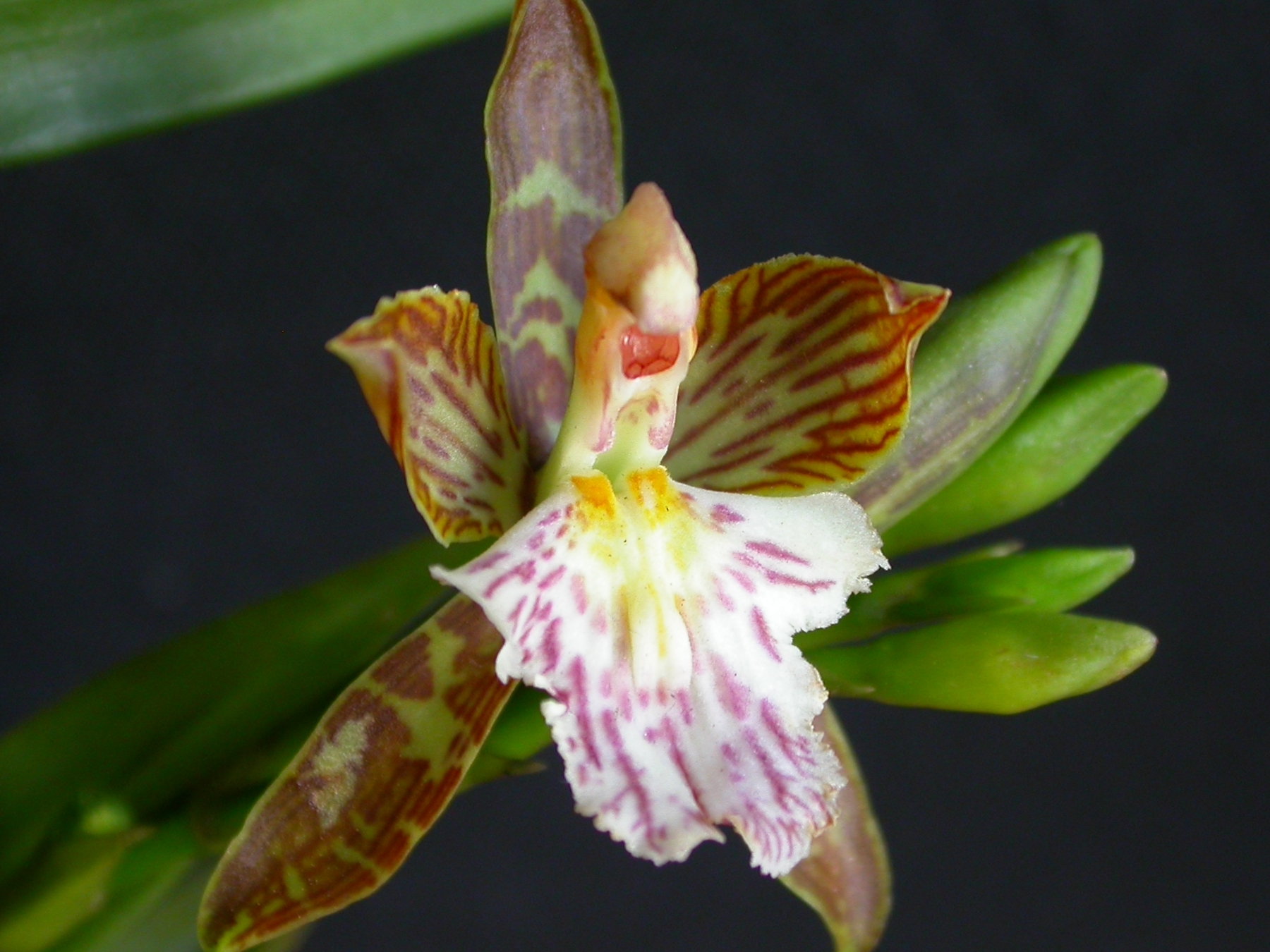
Aspasia variegata

Aspasia é um género botânico pertencente à família das orquídeas (Orchidaceae). Foi proposto por John Lindley em 1832, publicado em The Genera and Species of Orchidaceous Plants, 139, quando descreveu a Aspasia epidendroides,  sua espécie tipo.

## Descrição
O nome do gênero é uma homenagem a Aspásia de Mileto, amante do governante grego Péricles, mulher de grande cultura. Segundo a tradição, Aspásia foi responsável por grande contribuição à retórica e filosofia, tendo influenciado Platão, Cícero, Plutarco, Sófocles e outros.
Caracterizam-se por em regra apresentarem rizomas algo alongados, com raízes mais grossas que em Miltonia, terem pseudobulbos elípticos, mais ou manos alongados, lateralmente bastante comprimidos, guarnecidos por algumas Baínhas foliares mais curtas que as folhas, portando uma ou duas folhas no ápice, estas oblongo-lanceoladas, herbáceas. A inflorescência é ereta ou arqueada, mais curta que as folhas, e comporta uma ou poucas flores vistosas, brotando das axilas das Baínhas foliares junto à base dos pseudobulbos.
As flores são algo variáveis conforme a espécie, as pétalas elíptico lanceoladas ou acuminadas em algumas espécies mais largas que as sépalas, em outras mais estreitas e então similares em tamanho e formato, mais ou menos explanadas. O labelo é soldado à metade inferior da coluna, parecendo emergir deste ponto e então alargando-se bastante, na parte frontal formando lâmina algo ou bastante trilobada, chata um pouco carnosa no centro, ali possuindo ainda calosidades ou veias salientes. A coluna é longa, com ou sem pequenas aurículas inferiores e apresenta grande antera apical com duas polínias.
Quando utilizada em híbridos, a característica desta espécie que tende a dominar é a pouca quantidade de flores por inflorescência, prevalecendo inclusive sobre os tão floríferos Oncidium.

## Filogenia
Aspasia é um gênero intermediário de Brassia e Miltonia, com o qual vegetativamente se parece mais, e do qual se distingue por apresentar o labelo parcialmente soldado à coluna.

## Distribuição
Aspasia é composto por cerca de sete plantas epífitas robustas, de crescimento mais ou menos cespitoso ou aéreo, cuja ocorrência estende-se desde a Guatemala até o Rio Grande do Sul, habitando florestas tropicais abaixo de mil metros de altitude. Quatro espécies registradas para o Brasil.